# Mohammed Dib
 (septembre 2013).
Pour les articles homonymes, voir Dib.
Mohammed Dib (en arabe : محمّد ديب) né le 21 juillet 1920 à Tlemcen et mort le 2 mai 2003 à  La Celle-Saint-Cloud, est un écrivain algérien d'expression française, auteur de romans, de nouvelles, de poésie, de théâtre et de contes pour enfants.

## Biographie
Mohammed Dib naît le 21 juillet 1920 dans une famille de la petite bourgeoisie tlemcénienne. Son père, comme l'écrivain plus tard, a exercé plusieurs métiers : commerçant, menuisier-ébéniste, courtier dans l'immobilier. Son grand-père et son grand-oncle paternels furent au début du siècle des maîtres de la musique arabo-andalouse de la ville, à la tête de leur propre orchestre.
Selon le choix paternel, il fait ses études dans les écoles françaises, sans fréquenter l'école coranique.
En 1930, son père décède alors que ses affaires ont périclité, laissant sa famille dans une situation précaire. Sans être autobiographiques, les premiers romans de l'écrivain porteront l'empreinte de cette période difficile. Il poursuit malgré tout sa scolarité jusqu’au baccalauréat. C'est à cette époque qu'il commence à écrire, mais aussi à peindre.
Au sortir du lycée, en 1938, Mohammed Dib occupe un poste d'instituteur pendant une année au lieu-dit Zoudj Beghal, situé dans une région aride à la frontière algéro-marocaine. Il reviendra sur cette expérience dans un chapitre de Simorgh, « Incertaine enfance ».
En 1940, il est requis civil au Génie militaire à Tlemcen puis, en 1942, interprète-rédacteur français-anglais au Service Prêt-Bail à Alger. De retour à Tlemcen en 1944, Mohammed Dib exerce, jusqu'en 1947, différents métiers : comptable, dessinateur et fabricant de tapis, précepteur.
Il publie en 1946 — sous le nom de Diabi — un premier poème, « Été », dans la revue Lettres, fondée à Genève pendant Seconde Guerre mondiale par Pierre Jean Jouve, puis en 1947, le poème « Véga » dans la revue Forge dirigée à Alger par Emmanuel Roblès.
Il participe en 1948 aux Rencontres de Sidi Madani, organisées près de Blida par les Mouvements de Jeunesse et d'Éducation populaire. Il y fait la connaissance notamment d'Albert Camus, de Louis Guilloux, de Brice Parain, de Jean Cayrol (qui publiera ses premières œuvres au Seuil), de Jean Sénac (poète), avec lesquels il se liera d'amitié. Il a déjà écrit sous forme de nouvelles la plupart des textes qui lui serviront à élaborer ses premiers romans. Il effectue cette même année son premier voyage en France métropolitaine.
De 1950 à 1952, Mohammed Dib vit à Alger et travaille comme journaliste à Alger républicain, journal proche du Parti communiste algérien. Il fait des reportages sur les mouvements sociaux en Algérie, écrit des articles engagés sur les conditions de vie des Algériens sous domination coloniale, et des chroniques culturelles. Il a pour collègue Kateb Yacine. Dans le même temps, il publie des poèmes et des nouvelles dans les revues de ses amis Jean Sénac et Emmanuel Roblès.
Il se marie à Alger en 1951 avec Colette Bellissant, la fille de son ami Roger Bellissant, un instituteur progressiste de Tlemcen.
Après avoir quitté en 1952 Alger républicain, Mohammed Dib fait un nouveau séjour en France alors que paraît aux Éditions du Seuil La Grande Maison, premier volet de sa trilogie Algérie. Malgré l'accueil réservé de la presse coloniale, ce premier roman est soutenu par la presse française, notamment par Louis Aragon et André Malraux. Les deux autres volets, L'Incendie et Le Métier à tisser, paraissent respectivement en 1954, année du déclenchement de la guerre, et en 1957. Les trois romans témoignent de la misère des villes et des campagnes sous la colonisation française, des grèves des ouvriers agricoles, des revendications nationalistes naissantes.
Il publie en 1956 son premier recueil de nouvelles, Au Café, chez Gallimard, puis en 1959, Baba Fekrane, un album de contes pour enfants, aux éditions La Farandole.
Jusqu'à son départ d'Algérie en 1959, Mohammed Dib est employé dans la correspondance et la comptabilité commerciale. Arrivé en France, il se fixe à Mougins, dans les Alpes-Maritimes, près de ses beaux-parents désormais retraités. Plusieurs voyages en Europe de l'Est.
En 1961, paraît son premier recueil de poésie, Ombre gardienne, préfacé par Aragon qui le soutient depuis les premiers romans, et avec lequel il a gardé des liens amicaux, publiant régulièrement dans Les Lettres françaises que dirige le célèbre poète français.
Parution des romans Qui se souvient de la mer (1962) puis Cours sur la rive sauvage (1964), qui marquent un tournant de son écriture vers le fantastique et l'allégorique.
Mohammed Dib s'installe en Région parisienne, à Meudon en 1964, puis à La Celle-Saint-Cloud en 1967. Son second recueil de nouvelles, Le Talisman, paraît en 1966.
Un nouveau cycle romanesque voit le jour avec La Danse du roi (1968), Dieu en Barbarie (1970) et Le Maître de chasse (1973) qui explorent le devenir de la société algérienne post-indépendance, avec les désillusions qui déjà apparaissent. En 1970, sort au Seuil son deuxième recueil de poésie, Formulaires.
En 1974, la télévision algérienne adapte les deux premiers romans de la trilogie « Algérie » en feuilleton de douze épisodes sous le titre « El Harik » (l'incendie), interprété en arabe dialectal, avec Chafia Boudraa dans le rôle de Aïni, et Biyouna dans l’un de ses premiers rôles.
En 1974, Mohammed Dib enseigne comme Regent's Professor à UCLA, à Los Angeles, Californie.
À partir de 1975, il se rend régulièrement en Finlande où il collabore, avec Guillevic, à des traductions d'écrivains finlandais. Ses séjours lui inspireront sa « tétralogie nordique » : Les Terrasses d’Orsol (1985), Le Sommeil d’Ève (1989), Neiges de marbre (1990), L'Infante maure (1994).
En alternance avec son travail de romancier, il publie des recueils de poèmes, Omneros en 1975, Feu beau feu en 1979, célébrations de l'amour et de l'érotisme.
Sa pièce de théâtre, Mille hourras pour une gueuse (1980), la seule éditée, est présentée au Festival d'Avignon en 1977. Mohammed Dib en reprendra les personnages dans le roman La Danse du roi (1968), écrit postérieurement à la pièce, mais paru bien avant celle-ci.
De 1983 à 1986, Mohammed Dib est professeur associé au Centre international d'études francophones de la Sorbonne (Paris). Il y enseigne l'écriture littéraire.
Son œuvre continue à s'enrichir de nouveaux titres dans les différents genres auxquels s’est adonné l’écrivain tout au long de son travail littéraire : poésie, romans, nouvelles, essais, contes. L’inspiration de Mohammed Dib se renouvelle jusqu’au terme de son parcours : l’année de sa disparition en 2003, paraissent Simorgh, un ouvrage mêlant nouvelles, pensées et courts essais, publié chez Albin Michel, et L. A. Trip, un roman en vers inspiré par son séjour californien en 1974, à La Différence.
Il meurt le 2 mai 2003 à l'âge de 82 ans, à La Celle Saint-Cloud, où il est enterré.
Mohammed Dib a reçu de nombreuses récompenses pour son œuvre, parmi lesquelles le prix Fénéon en 1953 pour son premier roman La Grande maison, le prix René Laporte en 1962 pour le recueil de poésie Ombre gardienne, le prix de l’Association des Écrivains de Langue Française en 1977 pour le roman Habel, plusieurs prix de l'Académie française pour la poésie ou les romans. En 1994, il reçoit le Grand Prix de la Francophonie décerné par l'Académie française, attribué pour la première fois à un écrivain maghrébin ; en 1998, le prix Mallarmé est attribué à son recueil de poésie L'Enfant jazz et le Grand Prix du Roman de la Ville de Paris à l'ensemble de son œuvre romanesque ; en 2001, le Prix des Découvreurs de la Ville de Boulogne/Mer récompense l'ensemble de son œuvre poétique.

## Jugements
« Cet homme d'un pays qui n'a rien à voir avec les arbres de ma fenêtre parle avec les mots de Villon et de Péguy ».
Louis Aragon
« C'est l'écrivain de la précision dans les termes, de la retenue et de la réflexion. L'air qu'il fait entendre sur son clavecin est une musique intérieure qui parle au cœur. Écrivant en français, sans complexe et assumant sa double culture, l'auteur ne se livre pas purement et simplement au lecteur. Sa création littéraire demande souvent plusieurs lectures pour pénétrer jusqu'au sens. »
Jean Déjeux, dans Hommage à Mohammed Dib, « Kalim », no 6, Office des Publications Universitaires (OPU), Alger, 1985.
« L'œuvre littéraire de Mohammed Dib, commencée à la fin des années dix neuf cent quarante, est aujourd'hui la plus importante de la production algérienne en langue française. Selon Naget Khadda, elle est aussi celle qui manifeste un renouvellement constant des formes et des thèmes en même temps qu'une grande continuité et une indéniable unité. »

## Œuvres
- La Grande Maison, roman, Le Seuil, 1952 ; réédition, Seuil, coll. « Points » no 225, 1996 et 2019 - Prix Fénéon, 1953
- L'Incendie, roman, Le Seuil, 1954 ; réédition, Seuil, coll. « Points. Roman » no 351, 1989 ; réédition, Seuil, coll. « Points » no 952, 2001 et 2023
- Au café, nouvelles, Gallimard, 1955 ; réédition, Paris, Sindbad, 1984 ; Arles, Actes Sud, coll. « Babel », 1996
- Le Métier à tisser, roman, Le Seuil, 1957 ; réédition, Seuil, coll. « Points » no 937, 2001
- Un été africain, roman, Le Seuil, 1959 ; réédition, Seuil, coll. « Points » no 464, 1998
- Baba Fekrane, contes pour enfants, La Farandole, 1959
- Ombre gardienne, poèmes, Gallimard, 1961 ; rééditions, Sindbad, 1981 et La Différence, 2003
- Qui se souvient de la mer, roman, Le Seuil, 1962, rééditions, Seuil, coll. « Points » et La Différence, coll. « Minos », 2007 - Prix Jules-Davaine de l’Académie française 1963
- Cours sur la rive sauvage, roman, Le Seuil, 1964 ; réédition, Seuil, coll. « Points » no 1336, 2005
- Le Talisman, nouvelles, Le Seuil, 1966 ; réédition, Arles, Actes Sud, coll. « Babel », 1997
- La Danse du roi, roman, Le Seuil, 1968 ; réédition, Paris, Points Seuil, coll. « Signatures », - Prix Paul-Flat de l’Académie française
- Dieu en barbarie, roman, Le Seuil, 1970
- Formulaires, poèmes, Le Seuil, 1970 ; réédition, Paris, éditions Points Seuil, coll. « Points Poésie », 2020
- Le Maître de chasse, roman, Le Seuil, 1973 ; réédition, Seuil, coll. « Points » no 425, 1997 - Prix Paul-Flat de l’Académie française
- L'histoire du chat qui boude, conte pour enfants, ill. Bernard Domenger, Paris, La Farandole, 1974, réédition, Paris, La Farandole, 1980 avec les ill. de Jean-Claude Luton
- Omneros, poèmes, Le Seuil, 1975
- Habel, roman, Le Seuil, 1977, réédition avec une préface de Habib Tengour, coll. « Lire et Relire », Éditions de la Différence, 2012
- Feu beau feu, poèmes, Le Seuil, 1979 ; réédition, Paris, La Différence, coll. « Clepsydre », 2001
- Mille hourras pour une gueuse, théâtre, Le Seuil, 1980
- Les Terrasses d'Orsol, roman, Sindbad, 1985; Paris, La Différence, coll. « Minos », 2002 ; réédition, Paris, Zulma, 2024
- O vive, poèmes, Sindbad, 1987
- Le Sommeil d'Ève, roman, Sindbad, 1989 ; Paris, La Différence, coll. « Minos », 2003
- Neiges de marbre, roman, Sindbad, 1990 ; Paris, La Différence, coll. « Minos », 2003
- Le Désert sans détour, roman, Sindbad, 1992 ; Paris, La Différence, coll. « Minos », 2006 ; Arles, Actes Sud, coll. « Traits et portraits », 2021, avec les ill. de Jacques Ferrandez
- L'Infante maure, roman, Albin Michel, 1994
- Tlemcen ou les lieux de l'écriture, textes et photos de Mohammed Dib, photos de Philippe Bordas, La Revue noire, 1994
- La Nuit sauvage, nouvelles, Albin Michel, 1995
- L'Aube Ismaël, louange, poèmes, éd. Tassili, Paris 1996
- Si Diable veut, roman, Albin Michel, 1998
- L'Arbre à dires, nouvelles, essai, Albin Michel, 1998
- L'Enfant jazz, poèmes, La Différence, 1998
- Le Cœur insulaire, poèmes, La Différence, 2000 - Prix des Découvreurs
- Comme un bruit d'abeilles, roman, Albin Michel, 2001
- L'hippopotame qui se trouvait vilain, conte, Albin Michel Jeunesse, 2001
- L.A. Trip, roman en vers, Paris, La Différence, 2003
- Simorgh, nouvelles, essai, Albin Michel, 2003
- L'histoire du chat qui boude, nouvelle version du conte, ill. Christophe Merlin, Paris, Albin Michel Jeunesse, 2003
- Laëzza, nouvelles, essai, Albin Michel, 2006
- Poésies, Paris, « Œuvres complètes ». Édition critique dirigée par Habib Tengour. Paris, La Différence, 2007
- Le Vœu de la septième lune, théâtre, présentation d'Hervé Sanson, Alger/Lunel, El Kalima/ASPAME, collection "Petits inédits maghrébins", n° 8, 2019.
- Tlemcen ou les lieux de l'écriture, réédition, photos de Mohammed Dib augmentées d’inédits. Préface de Waciny Laredj. Alger/Marseille, Barzakh/Images Plurielles, 2020.
- Baba Fekrane et autres contes, Ill. J. Léveillié, S. Ben Salem, M. Sarabi, S. Elmour, M. Farkas, S. Zouggar, Alger, éditions Barzakh, 2023.

Colette Dib, épouse de Mohammed Dib, a donné à la Bibliothèque nationale de France un fonds d'archives selon la volonté de son époux. Ce fonds contient une grande partie des œuvres de l'écrivain, mais non celles du début de sa carrière. Il se compose de 30 volumes et de 41 boîtes d'archives, en bon état général, lisible. Ce fonds est accessible aux personnes accréditées.